# Касівадзакі

37°22′18.96″ пн. ш. 138°33′32.30″ сх. д. / 37.3719333° пн. ш. 138.5589722° сх. д.
Касівадза́кі (яп. 柏崎市, かしわざきし, МФА: [kaɕiwad͡zakʲi̥ ɕi]) — місто в Японії, в префектурі Ніїґата.

## Короткі відомості
Розташоване в центральній частині префектури, на березі Японського моря. Виникло на основі постоялого містечка раннього нового часу. В другій половині 19 століття перетворене на промисловий центр хімічної промисловості, осередок видобутку нафти. Отримало статус міста 1 липня 1940 року. 2007 року постраждало від 6-бального землетрусу. Основою економіки є машинобудування, харчова промисловість, виготовлення електротоварів. Місто входить до складу національного парку Садо-Яхіко-Йонеяма. Станом на 1 квітня 2009 площа міста становила 442,70 км². Станом на 1 червня 2011 населення міста становило 91 052 осіб.